# Oxyopes m-fasciatus
Oxyopes m-fasciatus är en spindelart som beskrevs av Salvador de Toledo Piza Júnior 1938. Oxyopes m-fasciatus ingår i släktet Oxyopes och familjen lospindlar. Inga underarter finns listade i Catalogue of Life.